# André Rey
André Rey (Lausana, 1906 — Genebra, 1965) foi um psicólogo e pedagogo, professor na Universidade de Genebra, que se notabilizou pelo desenvolvimento do método de avaliação da Figura Complexa de Rey Osterrieth (mais conhecido por Rey–Osterrieth Complex Figure Test ou ROCF) e do Teste de Aprendizagem Audioverbal de Rey, testes amplamente utilizados na avaliação neuropsicológica.